# Passadvind

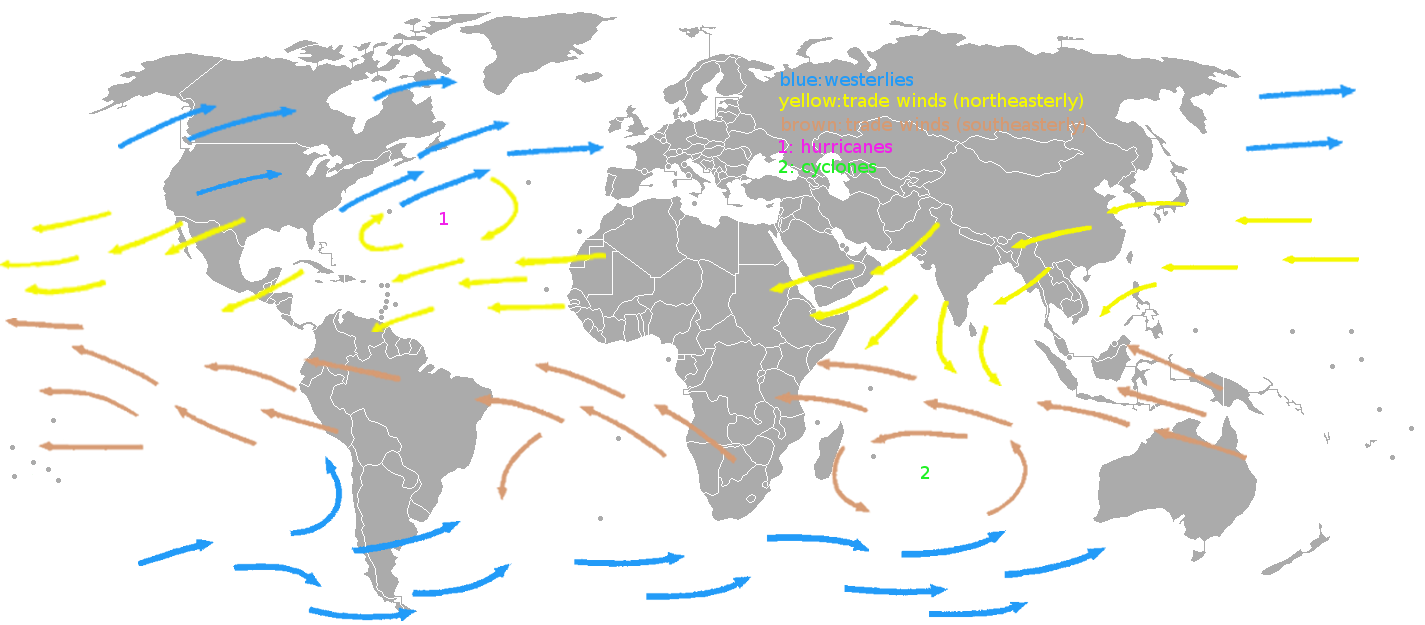
Passadvindarna markeras av gula och bruna pilar, medan västvindbältena markeras av blå pilar.

Passadvind är en typ av vind i tropikerna nära ekvatorn, mellan 30° N och 30° S. På norra halvklotet blåser den från nordost, "nordostpassaden", och på södra halvklotet från sydost, "sydostpassaden". Luftströmmarna på hög höjd som för luften mot polerna kallas antipassader och har rakt motsatta riktningar.
Passadvindarna är den luft som strömmar mot den tropiska konvergenszonen. På grund av corioliskraften vrids vindarna på norra halvklotet medurs/åt höger, vilket gör att vinden kommer in från nordost på norra halvklotet, därav namnet "nordostpassaden". På södra halvklotet vrids luftströmmarna moturs/åt vänster, varför vinden kommer från sydost.
Vid konvergenszonen närmst ekvatorn sugs luften in i de kraftiga åskväder som finns där.
Passadvindarna har historiskt använts flitigt för sjöfart på grund av sin tillförlitlighet. Den används även i viss utsträckning för vindkraft.

## Nordostpassaden
När det är vinter på norra halvklotet sträcker sig nordostpassaden runt hela jordklotet och blåser in mot ekvatorn med en vinkel på ungefär 15 grader. På sommaren förskjuts vindarna mot norr och försvinner delvis, som i Sydostasien där sommarmonsunen tar över. Nordostpassaden börjar som en svag, grund och relativt torr vind vid de största avstånden från ekvatorn. När passaden närmar sig ekvatorn tjocknar vindskiktet och luften blir fuktigare, särskilt över haven.

## Namn
Det tyska namnet på passadvind är Passatwinde, vilket Volkswagen valde som namn till bilmodellen Passat.